# Aino Andrejewna Puronen
Aino Andrejewna Puronen (russisch Айно Андреевна Пуронен; * 20. Januar 1936 in Tosno, Sowjetunion) ist eine ehemalige sowjetische Radrennfahrerin.

## Sportlicher Werdegang
Von 1960 bis 1967 gewann Puronen bei den sowjetischen Meisterschaften sechs Titel auf der Straße sowie einen Titel auf der Bahn in der Mannschaftsverfolgung. Zudem gewann sie bei der Völker-Spartakiade 1959 die Goldmedaille im Mannschaftszeitfahren und 1963 im Einzelzeitfahren. Auf internationaler Ebene stand Puronen von 1959 bis 1966 viermal auf dem Podium der Straßenradsport-Weltmeisterschaften im Straßenrennen, 1964 und 1965 gewann sie bei den Bahnradsport-Weltmeisterschaften jeweils die Bronzemedaille in der Einerverfolgung. Die Karriere im Radsport endete für Puronen nach einem Trainingssturz in der Saison 1967.
Nach ihrem Karriereende arbeitete Puronen unter anderem als Direktorin der Sportschule von Spartak Moskau.

## Ehrungen
- Verdienter Meister des Sports der UdSSR

## Erfolge

### Straße
1959
- Weltmeisterschaften – Straßenrennen

1960
- Sowjetische Meisterin – Mannschaftszeitfahren

1961
- Sowjetische Meisterin – Einzelzeitfahren

1963
- Weltmeisterschaften – Straßenrennen
- Sowjetische Meisterin – Mannschaftszeitfahren

1965
- Weltmeisterschaften – Straßenrennen

1966
- Weltmeisterschaften – Straßenrennen
- Sowjetische Meisterin – Einzelzeitfahren und Mannschaftszeitfahren

1967
- Sowjetische Meisterin – Mannschaftszeitfahren

### Bahn
1964
- Weltmeisterschaften – Einerverfolgung

1965
- Weltmeisterschaften – Einerverfolgung
- Sowjetische Meisterin – Mannschaftsverfolgung